# Raukaua anomalus
Raukaua anomalus es una especie de arbusto nativo de Nueva Zelanda, en donde se puede encontrar en todo el país, desde las tierras bajas hasta las zonas forestales de las montañas.
Raukaua anomalus crece hasta unos tres metros de altura y cuenta con hojas pequeñas de uno a tres centímetros de largo dispuestas de forma alternada a lo largo de sus ramas densas que se van dividiendo. A esta especie le brotan, desde noviembre hasta enero, unas flores muy pequeñas de color verde blanquecino a lo largo de sus ramas. Con posterioridad le nacen unas bayas pequeñas de unos cinco milímetros de color blanco con marcas moradas.